# ماركو سيميتش (لاعب كرة قدم مواليد 1988)
ماركو سيميتش (بالكرواتية: Marko Šimić)‏ هو لاعب كرة قدم كرواتي في مركز الهجوم، ولد في 23 يناير 1988 في رييكا في كرواتيا. شارك مع منتخب كرواتيا تحت 19 سنة لكرة القدم ومنتخب كرواتيا تحت 20 سنة لكرة القدم ومنتخب كرواتيا تحت 21 سنة لكرة القدم. أما مع النوادي، فقد لعب مع إنتر زابرشيتش ونادي خيمكي ونادي فاساس ونادي فيرينتسفاروشي ونادي لوكوموتيفا.

## وصلات خارجية
- ماركو سيميتش (لاعب كرة قدم مواليد 1988) على موقع اتحاد كرواتيا (الكرواتية)
- ماركو سيميتش (لاعب كرة قدم مواليد 1988) على موقع قاعدة بيانات كرة القدم.إي يو (الإنجليزية)
- ماركو سيميتش (لاعب كرة قدم مواليد 1988) على موقع Soccerway.com (الإنجليزية)
- ماركو سيميتش (لاعب كرة قدم مواليد 1988) على موقع عالم كرة القدم.نت (الإنجليزية)